# 克劳斯·梅凯莱
克劳斯·梅凯莱（芬蘭語：Klaus Mäkelä，1996年1月17日—）是一名芬兰指挥家和大提琴家。梅凯莱是奧斯陸愛樂樂團的首席指挥，巴黎管弦乐团的音樂總監，皇家音乐厅管弦乐团的艺术伙伴和候任首席指挥，芝加哥交响乐团侯任音乐总监。

## 生平
梅凯莱出生于芬兰赫尔辛基的一个音乐世家，父母分别是大提琴家萨米·梅凯莱（Sami Mäkelä）和钢琴家塔鲁·米厄海宁-梅凯莱（Taru Myöhänen-Mäkelä），外祖父塔皮奥·米厄海宁（Tapio Myöhänen）是小提琴家、中提琴家，妹妹埃伦·梅凯莱（Ellen Mäkelä）是芬兰国家歌剧院的芭蕾演员。 
梅凯莱12岁在芬兰国家歌剧院参加合唱团时，即对音乐指挥产生兴趣，后就读于西贝柳斯音乐学院，师从指挥家约尔马·帕努拉。
作为大提琴独奏，梅凯莱使用一把1698年乔瓦尼·格兰奇诺制作的琴，近年来与许多芬兰和欧洲知名乐团合作。 
梅凯莱现任瑞典广播交响乐团首席客座指挥（2017年12月起）、奥斯陆爱乐乐团首席指挥（2020年8月起）。他也是图尔库音乐节的艺术总监（2018年2月起），以及巴黎管弦乐团的首席指挥（2022－2023乐季起）。2027年樂季開始，他將擔任皇家音乐厅管弦乐团第8任首席指揮，以及芝加哥交响乐团第11任音乐总监。